# غامزه كارادومان
غامزه كارادومان (بالتركية: Gamze Karaduman)‏، من مواليد 15 أغسطس 1987 في إسطنبول، هي ممثلة تركية. تخرجت من معهد الدولة في جامعة معمار سنان للفنون الجميلة. شاركت في عدد من المسلسلات التلفزيونية التركية الشهيرة، بما في ذلك الجانب الأوروبي، حد السكين، غولدونيا، مرحباً يا حياة، وليظل بيننا. تُعرف كارادومان بقدرتها على أداء أدوار متنوعة، مما جعلها واحدة من الأسماء البارزة في مجال الدراما التركية.

## وصلات خارجية
- غامزه كارادومان على موقع IMDb (الإنجليزية)
- غامزه كارادومان على موقع ألو سيني (الفرنسية)